# Kowalski
Kowalski (forma żeńska: Kowalska; liczba mnoga: Kowalscy) – drugie pod względem popularności (po Nowak) nazwisko w Polsce. Według bazy PESEL 30.01.2023 nazwisko to nosiło 68454 Polek i 67505 Polaków.

## Etymologia
Nazwisko należy do grupy nazwisk odmiejscowych i odzawodowych, powstało poprzez dodanie formantu -ski do nazw miejscowych  Kowale, Kowalskie lub osoby przybierały to nazwisko od przydomka Kowalski (np. syn Kowala bywał nazywany Kowalskim).
Wariantami obocznymi nazwiska są: Kowal, Kowalczyk, Kowalewski.

## Rody szlacheckie
Nazwisko Kowalski nosiło kilkanaście rodów szlacheckich. Byli to Kowalscy herbu: Abdank, Czewoja, Gozdawa, Jasieńczyk, Korab, Murdelio, Ostoja, Ślepowron, Stawicz, Szachman, Wieruszowa.  Jedna rodzina pieczętowała się herbem własnym - Kowalski.

## Demografia
W poszczególnych województwach nazwisko Kowalski nosiła następująca liczba osób: 
- województwo mazowieckie – 26270 (najpopularniejsze)
- województwo śląskie – 11811
- województwo kujawsko-pomorskie – 12076
- województwo łódzkie – 15005
- województwo dolnośląskie – 9429
- województwo warmińsko-mazurskie – 6480
- województwo zachodniopomorskie – 6345
- województwo lubuskie – 2904

## Postacie fikcyjne o nazwisku Kowalski
- Kowalski, kierowca – główny bohater filmu Znikający punkt, grany przez Barry'ego Newmana,
- Anatol Kowalski – grany przez Tadeusza Fijewskiego, tytułowy bohater trzech filmów fabularnych: Kapelusz pana Anatola, Pan Anatol szuka miliona i Inspekcja pana Anatola, w reżyserii Jana Rybkowskiego,
- pingwin Kowalski – jeden z pingwinów w filmie Madagaskar i w serialu Pingwiny z Madagaskaru,
- Jacob Kowalski – grany przez Dana Foglera w filmie Fantastyczne zwierzęta i jak je znaleźć,
- Jean Kovalski – grany przez Jana Kiepurę we francuskim filmie z 1948 roku "Valse brillante",
- Leon Kowalski – replikant z filmu Łowca androidów, grany przez Briona Jamesa,
- Matt Kowalsky – grany przez Georga Clooneya w filmie Grawitacja,
- Roch Kowalski – bohater Potopu, powieści Henryka Sienkiewicza, oraz nakręconego na jej podstawie filmu w reżyserii Jerzego Hoffmana,
- Stanley Kowalski – bohater filmu Tramwaj zwany pożądaniem, grany przez Marlona Brando,
- Toni Kowalski – wiedeński taksówkarz, grany przez Jana Kiepurę z austriackiego filmu „W blasku słońca” (Im Sonnenschein) z 1936 roku w reżyserii Carmine Gallone,
- Walt Kowalski – główny bohater filmu Gran Torino, grany przez Clinta Eastwooda.